# Oton
Oton è una municipalità di seconda classe delle Filippine, situata nella Provincia di Iloilo, nella Regione del Visayas Occidentale.
Oton è formata da 37 baranggay:
- Abilay Norte
- Abilay Sur
- Alegre
- Batuan Ilaud
- Batuan Ilaya
- Bita Norte
- Bita Sur
- Botong
- Buray
- Cabanbanan
- Caboloan Norte
- Caboloan Sur
- Cadinglian
- Cagbang
- Calam-isan
- Galang
- Lambuyao
- Mambog
- Pakiad

- Poblacion East
- Poblacion North
- Poblacion South
- Poblacion West
- Polo Maestra Bita
- Rizal
- Salngan
- Sambaludan
- San Antonio
- San Nicolas
- Santa Clara
- Santa Monica
- Santa Rita
- Tagbac Norte
- Tagbac Sur
- Trapiche
- Tuburan
- Turog-Turog